# Manuel Cristopher Figuera
Manuel Ricardo Cristopher Figuera (Punta de Mata, Monagas, Venezuela; 8 de noviembre de 1963), es un militar venezolano. Fue director del Servicio Bolivariano de Inteligencia Nacional (SEBIN) entre 2018 y 2019, hasta el levantamiento contra Nicolás Maduro el 30 de abril, del que fue uno de los principales protagonistas.

## Inicios
Nació en Punta de Mata, una población petrolera del estado Monagas, el 8 de noviembre de 1963; donde cursó estudios de primaria y secundaria. Ingresó a la Academia Militar de Venezuela (actual Academia Militar del Ejército Bolivariano), donde se graduó de subteniente con el título de licenciado en Ciencias y Artes Militares el 5 de julio de 1989.

## Estudios realizados
Especialización de Economía Ecológica. Modalidad Virtual. Grupo Ecológico del Paisaje y Medio Ambiente (GEMPA) y Eco portal, el directorio ecológico y natural de la Web; Especialización sobre Transgénicos. Modalidad Virtual. Grupo Ecológico del Paisaje y Medio Ambiente (GEMPA) y Eco portal, el directorio ecológico y natural de la Web; Maestría en ciencias administrativas, mención Gerencia Estratégica. Universidad Nacional Experimental “Simón Rodríguez”. Caracas, República Bolivariana de Venezuela; Diplomado en Capacitación Docente. Escuela Superior de Guerra del Ejército Bolivariano de Venezuela. Caracas, República Bolivariana de Venezuela; Maestría en Ciencias y Artes Militares. Escuela Superior de Guerra del Ejército Bolivariano de Venezuela. Caracas, República Bolivariana de Venezuela; Curso de Especialidad de Postgrado, Comando y Estado Mayor. Escuela de Seguridad Personal. La Habana, República de Cuba; Curso de Especialización en Trabajo Informativo Analítico. Academia Militar de la República de Belarús. Minsk, República de Belarús; Doctorado en Seguridad de la Nación. Universidad Militar Bolivariana de Venezuela. Instituto de Altos Estudios de la Defensa Nacional; Especialista Contrainteligencia.

## Cargos desempeñados
Oficial de Plana Mayor de Unidades Tácticas; Comandante de Unidades magnitud Pelotón y Compañías; Jefe de la Unidad de Planificación y Contratación de la Gerencia de Logística del Instituto de Previsión Social de la Fuerza Armada venezolana; Director y Gerente fundador de la Inversora IPSFA del Instituto de Previsión Social de la Fuerza Armada venezolana; Oficial de Seguridad y Protección Presidencial; Oficial Coordinador del Sistema de Seguridad y Protección Presidencial; Director de Análisis y Procesamiento del Centro de Estudio Situacional de la Nación; Oficial Inspector de la Inspectoría General del Ejército; Oficial de Enlace del Ejército ante el Consejo Nacional Electoral; Subdirector del Centro de Estudio Situacional de la Nación; Subdirector del Centro de Seguridad y Protección de la Patria; Subdirector de la Dirección General de Contrainteligencia Militar; Director del Centro de Seguridad y Protección de la Patria; Director del Servicio Bolivariano de Inteligencia Nacional.

## Libros escritos
30-A día en que Nicolás Maduro pudo caer.

## Sanciones
El 15 de febrero de 2019 Departamento del Tesoro de los Estados Unidos lo incluyó junto a otros, en la lista de funcionarios venezolanos sancionados.
El 30 de abril de 2019 siendo el Director General del Servicio Bolivariano de Inteligencia Nacional (SEBIN), rompió con Maduro durante un  levantamiento acompañando a Juan Guaidó, diciendo que «era hora de reconstruir el país». Maduro anunció que reincorporaría a Gustavo González López como el jefe de SEBIN.
Tuvo que huir de Venezuela, en clandestinidad, después de liberar a Leopoldo López hacia Colombia el 2 de mayo de 2019. Estando en ese país le fueron retiradas las sanciones internacionales.